# Turn 10 Studios
Turn 10 Studios es una desarrolladora estadounidense de videojuegos, filial de Xbox Game Studios. Se fundó en 2001 en Redmond (Washington), Estados Unidos por Microsoft para desarrollar la saga Forza Motorsport para las consolas Xbox. Desde 2016 también se comienza el desarrollo de Forza Motorsport para Windows 10.

## Estudio
Se compone de más de 300 empleados[cita requerida] a partir del lanzamiento de Forza Motorsport 3 en 2009. Esto incluye el personal de los modeladores 3D con sede en la India y Vietnam.

## Juegos
| Título                                  | Año  | Género   | Plataforma                   | Distribuidor           | Expansiones                      |
| --------------------------------------- | ---- | -------- | ---------------------------- | ---------------------- | -------------------------------- |
| Forza Motorsport                        | 2005 | Carreras | Xbox                         | Microsoft Game Studios | Sin expansión                    |
| Forza Motorsport 2                      | 2007 | Carreras | Xbox 360                     | Microsoft Game Studios | Sin expansión                    |
| Forza Motorsport 3                      | 2009 | Carreras | Xbox 360                     | Microsoft Game Studios | Sin expansión                    |
| Forza Motorsport 4                      | 2011 | Carreras | Xbox 360                     | Microsoft Studios      | Sin expansión                    |
| Forza Horizon                           | 2012 | Carreras | Xbox 360                     | Microsoft Studios      | Sin expansión                    |
| Forza Motorsport 5                      | 2013 | Carreras | Xbox One                     | Microsoft Studios      | Sin expansión                    |
| Forza Horizon 2                         | 2014 | Carreras | Xbox One, Xbox 360           | Microsoft Studios      | Sin expansión                    |
| Forza Horizon 2: Storm Island           | 2014 | Carreras | Xbox One                     | Microsoft Studios      | Expansión de Forza Horizon 2     |
| Forza Horizon 2 Presents Fast & Furious | 2015 | Carreras | Xbox One                     | Microsoft Studios      | Expansión de Forza Horizon 2     |
| Forza Motorsport 6                      | 2015 | Carreras | Xbox One                     | Microsoft Studios      | Sin expansión                    |
| Forza Motorsport 6 APEX                 | 2016 | Carreras | Windows 10                   | Microsoft Studios      | Gratuito con compras en el juego |
| Forza Horizon 3                         | 2016 | Carreras | Xbox One, Windows 10         | Microsoft Studios      | Con DLC                          |
| Forza Motorsport 7                      | 2017 | Carreras | Xbox One, Windows 10         | Microsoft Studios      | Con DLC                          |
| Forza Horizon 4                         | 2018 | Carreras | Xbox One, Windows 10         | Microsoft Studios      | Con DLC                          |
| Forza Motorsport                        | 2023 | Carreras | Xbox Series X\|S, Windows 10 | Xbox Game Studios      | Con DLC                          |